# Gare de Donchery
La gare de Donchery est une gare ferroviaire française de la ligne de Mohon à Thionville située sur le territoire de la commune de Donchery dans le département des Ardennes, en région Grand Est.
C'est une halte voyageurs de la Société nationale des chemins de fer français (SNCF) desservie par des trains TER Grand Est.

## Situation ferroviaire
Établie à 151 m d'altitude, la gare de Donchery est située au point kilométrique (PK) 154,063 de la ligne de Mohon à Thionville, entre les gares ouvertes de Vrigne-Meuse et de Sedan.

## Fréquentation
Selon les estimations de la SNCF, la fréquentation annuelle de la gare figure dans le tableau ci-dessous
.
| Année     | 2015   | 2016   | 2017   | 2018   | 2019   | 2020   | 2021   | 2022   | 2023   | 2024   |
| --------- | ------ | ------ | ------ | ------ | ------ | ------ | ------ | ------ | ------ | ------ |
| Voyageurs | 21 570 | 26 257 | 25 803 | 22 467 | 23 429 | 20 503 | 30 292 | 41 728 | 44 536 | 42 005 |

## Service des voyageurs

### Accueil
Halte SNCF, c'est un point d'arrêt non géré (PAN) à accès libre.

### Desserte
Donchery est desservie par des trains TER Grand Est qui effectuent des missions entre les gares de Reims, ou de Charleville-Mézières, et de Sedan.

### Intermodalité
Le stationnement des véhicules est possible à proximité de la halte.